# حمد عبد الصاحب
حمد عبد الصاحب الربيعة حارس مرمى كرة قدم كويتي سابق، لعب في نادي كاظمة الكويتي ونادي التضامن الكويتي ومنتخب الكويت الوطني من الفترة 1993 إلى 2004. 
تم اكتشاف موهبته من خلال المدير الإداري لفريق نادي كاظمة للناشئين السيد / عبد الفتاح سعد سنة 1993، وكان يلقب باسم (الشبح الطائر) نظرا لإجادته في التقاط الكرات الهوائية الاستعراضية وإخراج الكرات العالية بمهارة ومرونة وطيران مميز، وقد تم اختياره ضمن فريق نادي كاظمة الأول لكرة القدم في عمر 15 سنة من خلال المدرب التشيكي العالمي ميلان ماتشالا سنة 1994، وقد قام بالإشراف على تدريبه كوكبة من المدربين الوطنين أمثال: الكابتن أحمد الطرابلسي حارس منتخب الكويت في الجيل الذهبي، والكابتن آدم مرجان حارس منتخب الكويت الوطني في الجيل الذهبي، والمدرب غانم صلبوخ والمدرب التشيكي إيفـان.

## في نادي كاظمة الرياضي
انضم إلى صفوف نادي كاظمة الرياضي في عمر 14 سنة وقد استطاع تحقق العديد من الألقاب والبطولات والمراكز من المراحل السنية وحتى الوصول إلى الفريق الأول بقيادة العديد من المدربين وأشهرهم المدرب التشيكي ميلان ماتشالا والمدرب الوطني يوسف سويد، وقد شارك مع العديد من نجوم النادي ونجوم منتخب الكويت الوطني أمثال: صالح المسند، المدافع عبد العزيز الهندي وصخرة الدفاع يوسف الدوخي، والجناح الأيسر المتألق بدر حجي ونجوم خط الوسط عبد الحميد العسعوسي وناصر العمران، وأيمن الحسيني، والجناح المميز عصام سكين والنجم أحمد المطيري ونجوم وعمالقة حراسة المرمى خالد الفضلي وشهاب كنكوني، بالإضافة إلى العديد من المحترفين العالمين أمثال: نجم وسط المنتخب المصري اللاعب خالد الغندور. ومن أهم الإنجازات والألقاب التي حققها مع نادي كاظمة الرياضي:-
1)بطل الدوري العام الكويتي للناشئين للموسم الرياضي 1992-1993.
2)المركز الثاني في كأس الاتحاد الكويتي للناشئين للموسم الرياضي 1993-1994.
3)المركز الثاني في كأس الاتحاد الكويتي للناشئين للموسم الرياضي 1994-1995.
4)بطل الدوري العام الكويتي للناشئين للموسم الرياضي 1995-1996.
5)المركز الثاني كأس الاتحاد الكويتي للناشئين للموسم الرياضي 1995-1996.
6)بطل كأس الاتحاد الكويتي للشباب للموسم الرياضي 1995-1996.
7)بطل كأس الشهيد فهد الأحمد الصباح للموسم الرياضي 1996.
8)بطل الدوري العام الممتاز مع الفريق الأول للموسم الرياضي 1995-1996.
9)بطل كأس الأمير دولة الكويت مع الفريق الأول للموسم الرياضي 1996-1997.
10)المركز الثاني كأس ولي العهد دولة الكويت مع الفريق الأول للموسم الرياضي 1996-1997.
11)المركز الثالث الدوري العام الممتاز مع الفريق الأول للموسم الرياضي 1996-1997.
12)المركز الثاني في البطولة الرابعة عشر لأندية أبطال الدوري في مجلس التعاون مع الفريق الأول لعام 1996.
13)بطل كأس الأمير دولة الكويت مع الفريق الأول للموسم الرياضي 1997-1998.
14)المركز الثاني الدوري العام الممتاز مع الفريق الأول للموسم الرياضي 1997-1998.
15) شارك في البطولة العربية الثالثة عشر للأندية أبطال الدوري مع الفريق الأول في جمهورية تونس سنة 1997.

## في نادي التضامن الرياضي
انتقل إلى صفوف نادي التضامن الرياضي في الموسم الرياضي 1998-1999 على سبيل الإعارة لمدة 4 مواسم، من خلال اختيار المدرب الوطني فوزي إبراهيم والمدرب الوطني ماهر الشمري له لتدعيم صفوف نادي التضامن والذي كان يلقب باسم (هارليم الفروانية) نسبة إلى الفريق الاستعراضي الأمريكي، وكان يضم صفوف نادي التضامن آنذاك أشهر لاعبين المنتخب الكويت الوطني أمثال: ناصر السوحي، المدافع جمال مبارك (صاحب المقولة الشهيرة زيدان مولاعب)، ولاعب الوسط والمحلل الفني باجيو العرب عبد الله وبران وهادي ضحوي وفهد عبيد، ولاعب الوسط فهد كميل (أخ موهبة الكويت الفارس الأسمر فتحي كميل) وناصر درويش، وأخوان صلبوخ عدنان وبشير، والظهير المهاجم فهد دابس وقلب الدفاع محمد القبندي وفيصل البطيحان ورأس الحربة المهاجم حسن سلمان والمشاغب عادل عبد النبي، وقد استطاع مع هؤلاء النجوم بتحقيق مراكز متقدمة والصعود إلى المنصات خلال فترة الإعارة.
1)المركز الثاني في بطولة الدوري العام الممتاز للموسم الرياضي 1998-1999.
2)المركز الثاني في كأس الأمير دولة الكويت للموسم الرياضي 1999-2000.
3)المركز الثالث في بطولة كأس الاتحاد الكويتي للموسم الرياضي 2001-2002.

## في منتخب الكويت الوطني
تم اختياره لتمثيل المنتخب الكويت الوطني للناشئين في عام 1994 وعام 1996 وشارك مع منتخب الكويت للشباب في تصفيات كأس آسيا للشباب في عام 1997 واختياره للمنتخب الكويتي الأولمبي المشارك في بطولة الألعاب الأولمبية الصيفية 2000 في مدينة سيدني بأستراليا وقد اعتذر عن المشاركة بسبب ظروف وطبيعة عمله وتم اختياره لمنتخب الكويت الرديف في عام 2001.

## في منتخب الكويت للجامعات
خلال فترة دراسته الأولى في جامعة الكويت بكلية الهندسة والبترول تم اختياره للمشاركة في بطولة كأس الخليج لجامعات دول مجلس التعاون الخليج العربية والتي أقيمت في المملكة العربية السعودية سنة 1997 في مدينة الظهران بتنظيم من جامعة الملك فهد للبترول والمعادن وقد حصل على لقب البطولة والمركز الأول بعد تغلبه في المباراة النهائية على منتخب السعودية جامعة الملك سعود بالهدف الذهبي القاتل بقدم المهاجم محمد الغيث بعد انتهاء المباراة بوقتها الأصلي 1 / 1.

## اعتزال كرة القدم
بعد اعتزاله كرة القدم عام 2004 ابتعد بشكل نهائي عن الرياضة وعالم كرة القدم ولم يشارك في أي من أنشطة المجال الرياضي (الجانب الإداري أو التدريبي) بسبب طبيعة عمله الخاصة، ومنذ أن كان لاعبا فقد كان عضوا متطوعا مشاركا في جماعة الخط الأخضر البيئية الكويتية من خلال تقديم الدراسات البيئية لطلبة الجامعات والمدارس وأصبح مستشارا فيما بعد في مجال التكنولوجيا الخضراء وإعداد الدراسات والبحوث البيئية.

## المؤهلات العلمية
* حاصل على الدرجة العلمية البكالوريوس في إدارة الأعمال بتخصص (الأنظمة الإدارية).
* حاصل على دبلوم في الاحتراف الإداري المهني الوطني (NVQ [الإنجليزية]) من المستوى الرابع.
* حاصل على الحزام الأخضر لإدارة مشاريع بمنهجية 6 سيجما (Six Sigma – Green Belt Certified).

## الحالة المهنيــــة
يعمل في شركة صناعة الكيماويات البترولية التابعة لمؤسسة البترول الكويتية بدائرة التسويق العالمي | تسويق العطريات البتروكيماوية | بوظيفة مسؤول أول المبيعات والبحوث التسويقية منذ عام 1999 وحتى الآن.